# 头状婆罗门参
头状婆罗门参（学名：Tragopogon capitatus）为菊科婆罗门参属的植物。分布于乌兹别克斯坦、哈萨克斯坦、吉尔吉斯以及中国大陆的新疆等地，生长于海拔700米至2,000米的地区，多生长在水沟旁、田边及山前草坡，目前尚未由人工引种栽培。